# Château de Carreg Cennen
Carreg Cennen Château (Gallois: Castell Carreg Cennen au sens de château (sur la) roche (au-dessus de la) Cennen) est un château près de l'Afon Cennen, dans le village de Trap, quatre miles au sud de Llandeilo dans le Carmarthenshire, Pays de Galles. Le château est dans le Parc national des Brecon Beacons, et son emplacement a été décrit comme spectaculaire, en raison de sa position au-dessus d'une falaise calcaire, Il est à l'état de ruines depuis 1462 et est maintenant sous la garde du Cadw, le service de l'environnement historique du Gouvernement Gallois.

## Description
Le château de Carreg Cennen se compose d'une cour carrée à fortes maçonneries. Il comporte six tours, toutes de formes différentes, y compris une grande guérite à deux tours sur le côté nord. Une série d'appartements sur le côté est de la cour intérieure, ou salle, comprend un hall, des cuisines, une chapelle, et la soi-disant «Chambre du roi». Cette chambre a une cheminée en pierre bien sculptée, et des fenêtres tracées, l'une donnant sur la cour, l'autre offrant vers l'extérieur des vues impressionnantes vers le sud. Celles-ci datent de la fin du XIIIe ou du début du XIVe siècle.

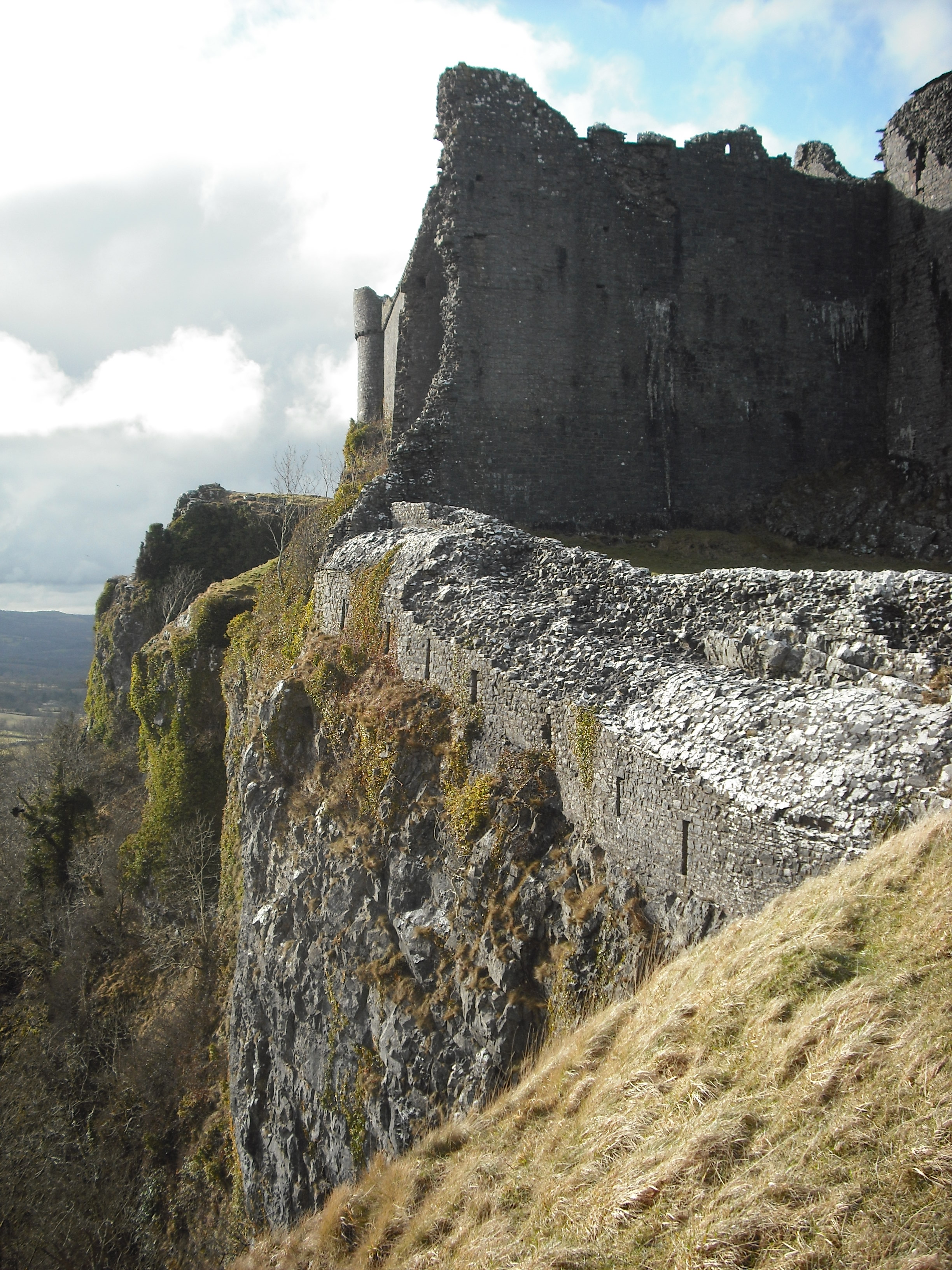
La falaise au-dessous du château, et les fenêtres du passage à la grotte

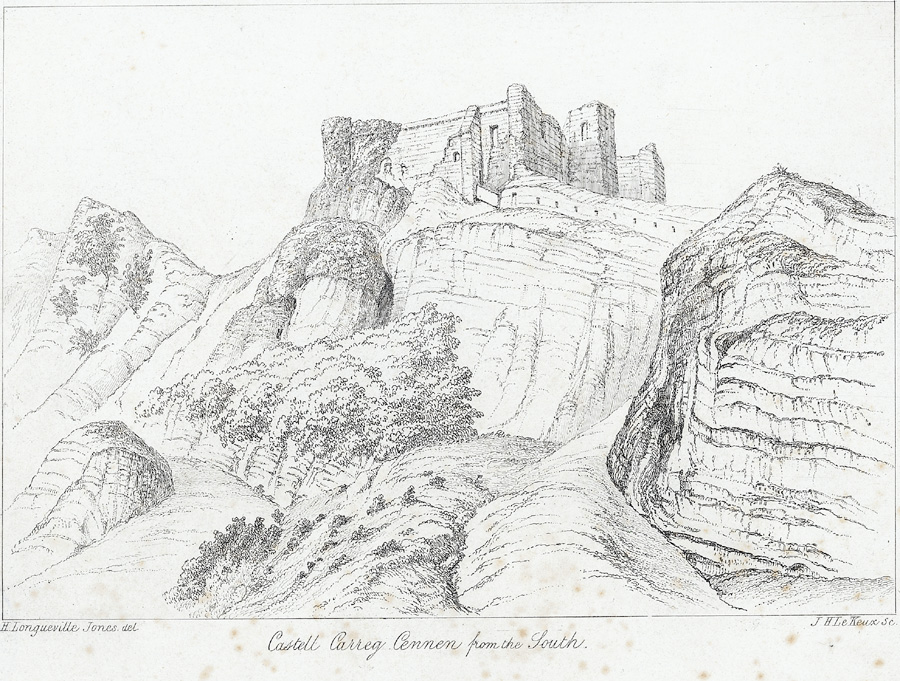
Le château du sud, vers 1830

Le château est protégé par des falaises de calcaire au sud et des fossés taillés dans le roc à l'ouest. Au nord et à l'est, il y a une salle extérieure, et à l'intérieur une barbacane, porterie. Trois ponts-levis sur des fosses profondes protégeaient l'accès à la cour intérieure. Dans le coin sud-est de la cour intérieure, des escaliers mènent à un passage voûté et à une grotte naturelle sous le château, qui mène profondément sous la colline. Une source d'eau douce monte dans la grotte, ce qui aurait été un complément utile par temps sec quand le château avait du mal à récupérer l'eau de pluie en remplissant les citernes d'eau de pluie. Le château est sous la garde de Cadw, qui a stabilisé et, dans une mesure limitée, restauré une partie des ruines. Le château est accessible par une montée raide jusqu'à la colline de Castell Farm, qui est près du parking. Une grande grange de battage a été transformée en salons de thé et en boutique, tandis que la majorité des bâtiments de ferme, autour d'une cour de ferme traditionnelle, conservent leurs utilités agricoles. Depuis 1982, ils font partie d'un parc de ferme avec des races rares et inhabituelles de vaches et de moutons.
Ce château n'avait pas de donjon en tant que tel; La maison de garde servait de donjon au château parce que c'était la partie la plus haute du Castell Carreg.

## Géologie
La Carreg Cennen Disturbance, une zone de failles géologiques anciennes et des plis qui s'étend du Pembrokeshire au Shropshire, tire son nom de cet endroit où il est le plus impressionnant révélé. L'éperon rocheux sur lequel le château est perché est un butte-témoin de calcaire carbonifère piégé dans deux failles qui forment une partie de la perturbation. En revanche, la campagne environnante est sous-tendue par Old Red Sandstone. Cette perturbation est probablement aussi responsable de l'alignement de l'Afon Cennen à l'ouest de cet endroit où la rivière suit la ligne de la faille sur plus de 4 km / 4 km car d'abord les glaciers pendant l'âge de glace puis plus récemment la rivière l'ont trouvé plus facile d'éroder ces roches déformées.

## Preuve préhistorique
Des restes humains trouvés sur le site datent d'une activité aux temps préhistoriques. Le site pourrait bien avoir été aussi une colline fortifiée de l'âge du fer.
Des pièces de monnaie romaines des Ier et IIe siècles ont également été découvertes, bien qu'il soit peu probable que les Romains aient occupé ce site de façon permanente.

## Château ancien
La première maçonnerie château a probablement été construit par le Seigneur de Rhys, qui est mort en 1197, et il est resté une possession de la dynastie Deheubarth les 50 années suivantes. En 1248, Mathilde de Braose, la mère de Rhys Fychan ap Rhys Mechyll, en dépit de son fils, a cédé le château aux anglais Normand, mais avant que les Anglais en prennent possession, Rhys avait capturé le château.
Pendant les 30 années qui suivirent, il changea fréquemment de main entre Rhys et son oncle Maredudd qui luttaient pour le contrôle du Royaume de Deheubarth. En 1277, il fut capturé par les Anglais, repris par les Gallois en 1282 et entre les mains anglaises l'année suivante.
En 1283, Edward I accorda le château à John Giffard, le commandant des troupes anglaises à Cilmeri où Llywelyn ap Gruffudd (Le Dernier) fut tué. Giffard est probablement responsable du château remodelé que nous voyons aujourd'hui.

## Rébellion de Owain Glyndwr
Au début de juillet 1403, Owain Glyndŵr, avec 800 hommes, attaqua Carreg Cennen, mais, bien qu'il infligeât de graves dommages aux murs, il ne réussit pas à prendre le château. Il a été défendu contre les forces de Glyndwr, qui l'ont assiégé pendant plusieurs mois, Owain lui-même présent, par un homme qui devait épouser une des filles de Glyndwr juste quelques années plus tard, Sir John Scudamore du Herefordshire.

## Guerres des Roses
Le dommage a été réparé en 1409. Toutefois, en 1461, au cours de la guerre des Roses, Carreg Cennen est devenu un bastion lancastrien. Une force yorkiste s'empara du château et entreprit de le démolir avec une équipe de 500 hommes.

## Histoire récente

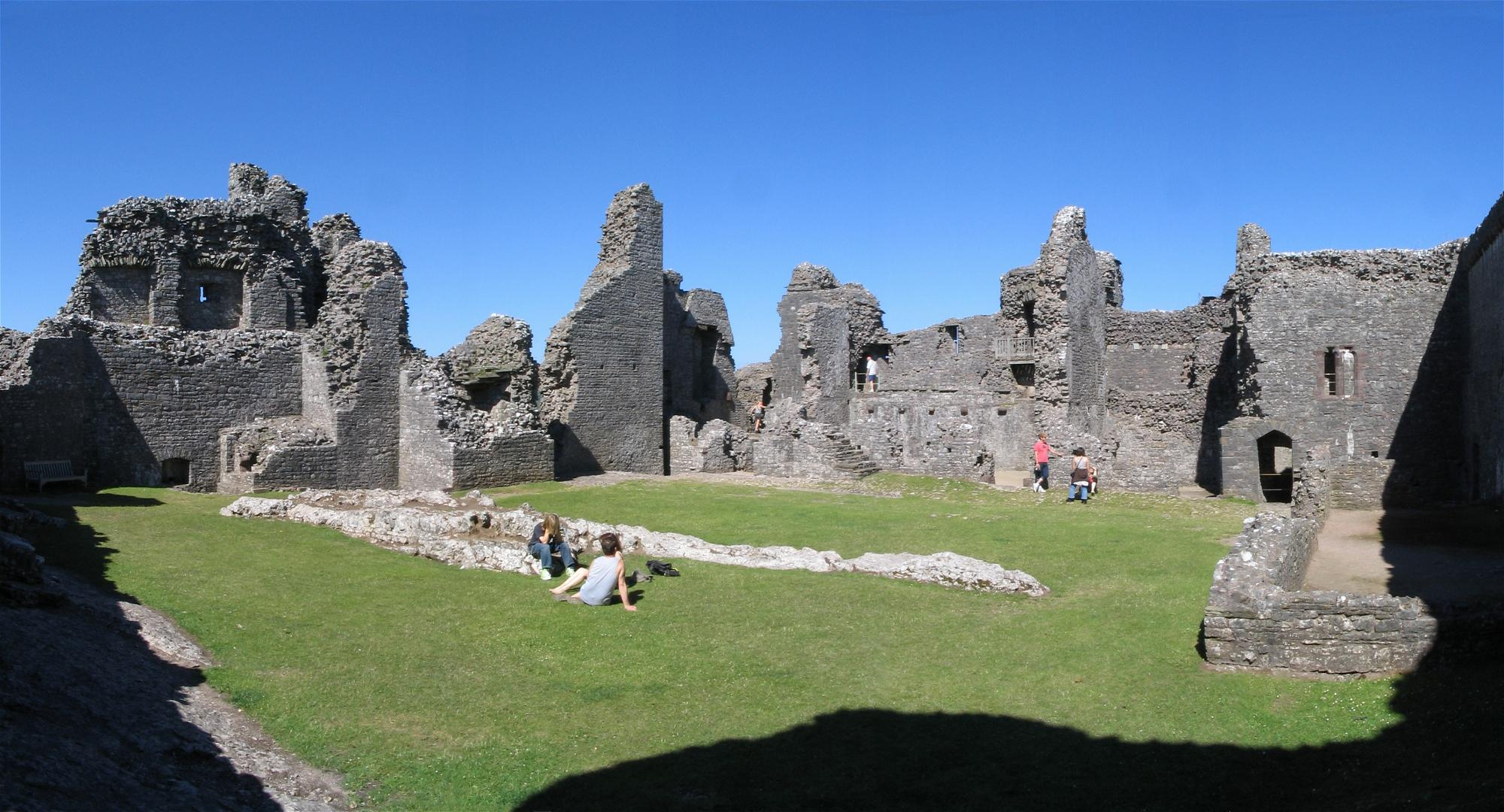
Intérieur du château de Carreg Cennen. Panorama pris depuis l'angle sud-ouest, avec le mur ouest à gauche de la prise de vue et le sud à droite. L'entrée principale se trouve sur le mur du fond, directement derrière les personnes assises au premier plan. Un tunnel menant à une grotte située sous le château est caché dans l'ombre, dans l'angle sud-est.

La propriété du château est passée aux familles Vaughan et Cawdor, et à partir du XVIIIe siècle, elle a commencé à attirer des artistes (Turner esquissé le château en 1798). Le deuxième comte Cawdor a commencé une vaste rénovation au XIXe siècle, et en 1932, Carreg Cennen a été confiée à la tutelle de l'Office of Work. Dans les années 1960, le château de Carreg Cennen a été acquis par la famille Morris de Castell Farm, lorsque l'équipe juridique de Lord Cawdor a fait une erreur dans le libellé des actes et a inclus le château dans la ferme. Aujourd'hui, le château demeure la propriété privée de Margaret et Bernard Llewellyn, fille et gendre de feu M. Gwilim Morris. Le château est maintenant entretenu par Cadw. Il est ouvert tous les jours de 9 h 30 à 18 h 30 entre avril et octobre et de 9 h 30 à 16 h entre novembre et mars (fermé le jour de Noël).

## Accès ferroviaire.
La station la plus proche est Ffairfach sur la ligne Heart of Wales.